# Distretto di Beşiri
Il distretto di Beşiri (in turco Beşiri ilçesi) è uno dei distretti della provincia di Batman, in Turchia.